# Suesan McDonald
Suesan McDonald es una deportista australiana que compitió en judo. Ganó una medalla de bronce en el Campeonato de Oceanía de Judo de 1983 en la categoría de –66 kg.

## Palmarés internacional
| Campeonato de Oceanía | Campeonato de Oceanía | Campeonato de Oceanía | Campeonato de Oceanía |
| Año                   | Lugar                 | Medalla               | Categoría             |
| --------------------- | --------------------- | --------------------- | --------------------- |
| 1983                  | Numea (Francia)       | Medalla de bronce     | –66 kg                |